# Caspar Korff gen. Schmising
Caspar Korff gen. Schmising (* unbekannt; † 26. März 1645) war ein römisch-katholischer Geistlicher und Domherr in Münster, Minden und Hildesheim.

## Leben
Caspar Korff gen. Schmising entstammte dem westfälischen Adelsgeschlecht Korff, einer der ältesten landsässigen Adelsfamilien des Münsterlandes. Er war der Sohn des Heinrich Korff gen. Schmising (Herr zu Tatenhausen) und dessen Gemahlin Barbara von Fürstenberg (Schwester des Landdrosten Kaspar von Fürstenberg). Caspars Schwester Anna († 1618) war mit Hunold (Winold) von Plettenberg verheiratet.
Mit dem Erhalt der Tonsur am 24. Juli 1607 wurde er auf ein geistliches Leben vorbereitet. Am 12. Juni 1609 nahm er Besitz der münsterschen Dompräbende des Bernhard von Westerholt. Mit der Aufschwörung auf die Geschlechter Schmising, Fürstenberg, Hoberg und Westphalen am 25. Juni 1612 wurde er emanzipiert. Nach einem Studium empfing er am 20. Dezember 1619 die Niederen Weihen. Am Tag darauf wurde er Subdiakon. Nach dem Tode des Domherrn Engelbert von Brabeck optierte Caspar das Oblegium Brirup und am 15. April 1626 das Archidiakonat Stadtlohn nach der Dimission des Domherrn Hermann Nagel. Die Wahl zum Oberwerkmeister fiel auf den 12. Mai 1629. Am 9. Mai 1638 folgte die Bestallung zum Assessor der Domkellnerei. Caspar gab das Archidiakonat Stadtlohn auf und optierte am 18. März 1643 nach dem Tode des Dietrich von Plettenberg das Archidiakonat Warendorf. Er besaß auch in Minden und in Hildesheim eine Präbende.
Er starb am 26. März 1645 und wurde am 5. April vor dem Altar St. Andreae beigesetzt. Aufgrund einer kurfürstlichen Zusage bat Caspar von Ketteler am 30. März 1645 um die freie Präbende.